# G.S.N.T. 3: The Troubled Times of Brian Carenard
Albums de Saigon
The Greatest Story Never Told Chapter 2: Bread and Circuses 
(2012)
Singles
1. Best Mistake
Sortie : 9 décembre 2013
2. Sinner's Prayer
Sortie : 29 juillet 2014
3. Nunya
Sortie : 19 août 2014

G.S.N.T. 3: The Troubled Times of Brian Carenard est le troisième album studio de Saigon, sorti le 30 septembre 2014.

## Liste des titres
| No  | Titre                                                                                         | Contient un (des) sample(s) de                                                                | Durée |
| --- | --------------------------------------------------------------------------------------------- | --------------------------------------------------------------------------------------------- | ----- |
| 1.  | Back to Reality (featuring Just Blaze)                                                        |                                                                                               | 1:15  |
| 2.  | Come Alive (featuring Corbett – Produit par DJ Corbett)                                       | Now I Lay Me Down to Sleep (Traditionnel)                                                     | 4:20  |
| 3.  | Street Gospel (featuring P. Jericho – Produit par Deli Beats)                                 |                                                                                               | 3:44  |
| 4.  | Definitions from Bryonn Bain (Produit par Clev Trev)                                          |                                                                                               | 0:40  |
| 5.  | Sinner's Prayer (featuring Papoose et Omar Epps – Produit par Clev Trev)                      |                                                                                               | 4:06  |
| 6.  | My Mama Thinks I'm Crazy (featuring Curbside Hustle – Produit par Clev Trev)                  |                                                                                               | 3:57  |
| 7.  | Mine, Mine, Mine (Produit par Clev Trev)                                                      |                                                                                               | 3:17  |
| 8.  | Let's Get Smart (Produit par DJ Premier)                                                      | Funky for You de Nice & Smooth                                                                | 3:48  |
| 9.  | One Foot in the Door (featuring Big Daddy Kane – Produit par DJ Premier)                      |                                                                                               | 4:32  |
| 10. | Nunya (None of Your Business) (Produit par DJ Premier)                                        | A Few More Kisses to Go d'Isaac Hayes None of Your Business de Salt-n-Pepa Wanksta de 50 Cent | 4:06  |
| 11. | Best Mistake (featuring G. Martin – Produit par Bananaz)                                      |                                                                                               | 4:28  |
| 12. | Deception (Produit par Grande)                                                                |                                                                                               | 3:41  |
| 13. | Bring That (Produit par DJ Corbett)                                                           |                                                                                               | 2:37  |
| 14. | Mechanical Animals (featuring Memphis Bleek, Lil Bibby et Kool G Rap – Produit par Clev Trev) | It Was a Good Day d'Ice Cube                                                                  | 3:05  |
| 15. | Contraband 3 (A,B,C,D) (Produit par Shuko)                                                    |                                                                                               | 2:59  |
| 16. | Reincarnation (featuring Bryonn Bain – Produit par Clev Trev)                                 |                                                                                               | 0:57  |